# Nicky Katt
Nicky Katt (Dél-Dakota, 1970. május 11. – Burbank, 2025. április 8.) amerikai színész.

## Élete és pályafutása
Pályafutását gyerekszínészként kezdte, felnőttként gyakran alakított negatív szereplőket, illetve gonosztevőket a mozivásznon. A Boston Public című drámasorozat főszereplője volt, de feltűnt olyan filmekben is, mint a Tökéletlen idők (1993), az Amerikai vérbosszú (1999), az Álmatlanság (2002) és a Sin City – A bűn városa (2005).

## Magánélete és halála
1999-től 2001-es válásukig Anna Morse házastársa volt.
2025. április 8-án, 54 évesen hunyt el a kaliforniai Burbankben. Halálának okát pár nappal később tették közzé, a családja szerint régóta depresszióval küzdő színész öngyilkos lett.

## Filmográfia

### Film
| Év   | Magyar cím                   | Eredeti cím         | Szerep                                   | Magyar hang         |
| ---- | ---------------------------- | ------------------- | ---------------------------------------- | ------------------- |
| 1981 |                              | Underground Aces    | fiú                                      |                     |
| 1984 | Szörnyecskék                 | Gremlins            | iskolás                                  |                     |
| 1989 | Ami sok, az sokk             | The ’Burbs          | Steve Kuntz, Ricky barátja               | Csonka András       |
| 1990 | Marslakók, haza!             | Martians Go Home    | hippi                                    |                     |
| 1992 | Apáca show                   | Sister Act          | pincér                                   |                     |
| 1993 | Tökéletlen idők              | Dazed and Confused  | Clint Bruno                              | Holl Nándor         |
| 1993 | Tökéletlen idők              | Dazed and Confused  | Clint Bruno                              | Gacsal Ádám         |
| 1993 | Amerikai jakuza              | American Yakuza     | Vic                                      |                     |
| 1995 | Elátkozott generáció         | The Doom Generation | Carnoburger pénztáros                    |                     |
| 1995 | Irány a Mississippi!         | The Cure            | Pony                                     |                     |
| 1995 | Strange Days – A halál napja | Strange Days        | Joey Corto                               |                     |
| 1995 | A babysitter                 | The Babysitter      | Mark                                     | Széles László       |
| 1996 | Ha ölni kell                 | A Time to Kill      | Billy Ray Cobb                           |                     |
| 1996 | Naplopók                     | SubUrbia            | Tim                                      | Selmeczi Roland     |
| 1996 |                              | Johns               | Mix                                      |                     |
| 1997 | Batman és Robin              | Batman & Robin      | Spike                                    |                     |
| 1998 | Fantomok                     | Phantoms            | Steve Shanning seriffhelyettes           | Dózsa Zoltán        |
| 1998 | Életem értelme               | One True Thing      | Jordan Belzer                            | Kapácsy Miklós      |
| 1998 |                              | Delivered           | Barry                                    |                     |
| 1999 | Amerikai vérbosszú           | The Limey           | Stacy, bérgyilkos                        | Dózsa Zoltán        |
| 2000 | Brókerarcok                  | Boiler Room         | Greg Weinstein                           | Holl Nándor         |
| 2000 | A bevetés szabályai          | Rules of Engagement | Hayes Lawrence Hodges III                | Seszták Szabolcs    |
| 2000 | Hullahegyek, fenegyerek      | The Way of the Gun  | Obecks                                   | Holl Nándor         |
| 2001 | Az élet nyomában             | Waking Life         | önmaga                                   | Markovics Tamás     |
| 2002 | Álmatlanság                  | Insomnia            | Fred Duggar nyomozó                      | Sótonyi Gábor       |
| 2002 | Szemből telibe               | Full Frontal        | Hitler                                   | Czvetkó Sándor      |
| 2002 |                              | Speakeasy           | Frank Marnikov                           |                     |
| 2003 | Végzetes rajongás            | I Love Your Work    | kecskeszakállas férfi                    |                     |
| 2003 | Leharcolt oroszlánok         | Secondhand Lions    | Stan                                     | Holl Nándor         |
| 2003 | Rocksuli                     | School of Rock      | Razor                                    | Barabás Kiss Zoltán |
| 2004 | A golyó                      | Riding the Bullet   | Ferris                                   |                     |
| 2005 | Sin City – A bűn városa      | Sin City            | Stuka                                    | Juhász György       |
| 2006 | World Trade Center           | World Trade Center  | önkéntes tűzoltó                         |                     |
| 2007 | Angyal a hóban               | Snow Angels         | Nate Petite                              | Bozsó Péter         |
| 2007 | Grindhouse – Terrorbolygó    | Planet Terror       | Joe                                      | Mertz Tibor         |
| 2007 | Grindhouse – Halálbiztos     | Death Proof         | eladó                                    |                     |
| 2007 | A másik én                   | The Brave One       | Vitale nyomozó                           | Király Attila       |
| 2008 |                              | Harold              | rendőrtiszt                              |                     |
| 2008 | A sötét lovag                | The Dark Knight     | S.W.A.T. tagja (stáblistán nem szerepel) |                     |
| 2011 | A bébisintér                 | The Sitter          | NYPD rendőrtiszt                         | Dolmány Attila      |

### Televízió
| Év        | Magyar cím                    | Eredeti cím             | Szerep                      | Megjegyzések                                |
| --------- | ----------------------------- | ----------------------- | --------------------------- | ------------------------------------------- |
| 1980      |                               | Fantasy Island          | bukméker                    | 1 epizód stáblistán nem szerepel            |
| 1981      |                               | CHiPs                   | Pat McGuire                 | 1 epizód                                    |
| 1981      |                               | Father Murphy           | Chester                     | 2 epizód                                    |
| 1982      |                               | Code Red                | Kenny                       | 1 epizód                                    |
| 1982      | A kicsi kocsi újabb kalandjai | Herbie, the Love Bug    | Matthew MacLane             | 5 epizód                                    |
| 1982      |                               | Voyagers!               | Jack, The Artful Dodger     | 1 epizód                                    |
| 1982      |                               | Trapper John, M.D.      | Scott Spencer               | 1 epizód                                    |
| 1983      |                               | Quincy, M.E.            | Jeff Reano                  | 1 epizód                                    |
| 1984      |                               | V                       | Sean Donovan                | 2 epizód                                    |
| 1984      |                               | The Get Along Gang      | Leland Lizard (hangja)      | 7 epizód                                    |
| 1984      |                               | CBS Schoolbreak Special | Jeff Anastas                | 1 epizód                                    |
| 1988      |                               | The Facts of Life       | Mark                        | 1 epizód                                    |
| 1989–1990 |                               | Dear John               | szerelmes diák              | 2 epizód                                    |
| 1990      |                               | Lifestories             | Paul Albertson              | 1 epizód                                    |
| 1991      |                               | Uncle Buck              | Tommy                       | 1 epizód                                    |
| 1992      |                               | Love & War              | eladó                       | 1 epizód                                    |
| 1994      | Knight Rider 2010             | Knight Rider 2010       | Johnny                      | - tévéfilm - magyar hangja: - Csankó Zoltán |
| 1995      |                               | Double Rush             | Nicky                       | 1 epizód                                    |
| 1996      | Jóbarátok                     | Friends                 | Arthur                      | 1 epizód                                    |
| 1996      |                               | Kindred: The Embraced   | Starkweather                | 1 epizód                                    |
| 2000–2002 |                               | Boston Public           | Harry Senate                | 49 epizód                                   |
| 2003      | Őrangyal                      | The Guardian            | Evan Piscarek               | 2 epizód                                    |
| 2003–2004 | Texas királyai                | King of the Hill        | több szereplő hangja        | 3 epizód                                    |
| 2006      | Monk – A flúgos nyomozó       | Monk                    | Ryan Sharkey őrmester       | 1 epizód                                    |
| 2006      | Majomszeretet                 | Love Monkey             | Nathan Kitt                 | 1 epizód                                    |
| 2007      | Esküdt ellenségek             | Law & Order             | Isaac "Iced Out Ike" Krantz | 1 epizód                                    |
| 2013      | Túl a csillogáson             | Behind the Candelabra   | Mr. Y                       | tévéfilm                                    |
| 2018      | Alkalmi                       | Casual                  | Cyril                       | 1 epizód                                    |

## Fordítás
- Ez a szócikk részben vagy egészben  a   Nicky Katt című angol Wikipédia-szócikk ezen változatának fordításán alapul.  Az eredeti cikk szerkesztőit annak laptörténete sorolja fel. Ez a jelzés csupán a megfogalmazás eredetét és a szerzői jogokat jelzi, nem szolgál a cikkben szereplő információk forrásmegjelöléseként.